# اسفند رومی بی‌خار
اسفند رومی بی‌خار (نام علمی: Fagonia indica var. subinermis) نام یک گونه از سرده اسفند رومی است. این سرده در ایران ۶ گونه گیاه علفی چند ساله و غالباً تیغی دارد که در مناطق جنوبی ایران به‌ویژه در مناطق بیابانی می‌رویند.